# Furud
Furud eller Zeta Canis Majoris (ζ Canis Majoris, förkortat Zeta CMa, ζ CMa) som är stjärnans Bayerbeteckning, är en dubbelstjärna belägen i den sydvästra delen av stjärnbilden Stora hunden. Den har en skenbar magnitud på 3,03 och är synlig för blotta ögat. Baserat på parallaxmätning inom Hipparcosuppdraget på ca 9,0 mas, beräknas den befinna sig på ett avstånd av ca 360 ljusår (ca 111 parsek) från solen och belägen nära solens antapex.

## Nomenklatur
Zeta Canis Majoris har det traditionella namnet Furud eller Phurud som kommer från det arabiska ألفرد al-furud som betyder "den ljusa singeln" eller kanske av en felöversättning av Al Ḳurūd ( ألقرد - 'al-qird'), Aporna eller Al Agribah ( أل أغربة), Korpen av Al Sufi, som hänvisar till de omgivande småstjärnorna varav några i Columbae (ζ CMa, Lambda Canis Majoris, Gamma Columbae, Delta Columbae, Theta Columbae, Kappa Columbae, Lambda Columbae, My Columbae och Xi Columbae).
År 2016 organiserade Internationella astronomiska unionen en arbetsgrupp för stjärnnamn (WGSN) med uppgift att katalogisera och standardisera riktiga namn för stjärnor. WGSN:s första bulletin av juli 2016 innehöll en tabell över de första två satserna av namn som fastställts av WGSN där Furud anges för denna stjärna.  vilket nu är inskrivet i IAU:s Catalog of Star Names.

## Egenskaper
Furud är en blåvit stjärna i huvudserien av spektralklass B2.5 V och är en misstänkt Beta Cephei-variabel. Den har en massa som är ca 7,7 gånger större än solens massa, en radie som är ca 3,9 gånger större än solens och utsänder från dess fotosfär ca 3 600 gånger mera energi än solen vid en effektiv temperatur på ca 18 700 K.
Furud är en enkelsidig spektroskopisk dubbelstjärna, vilket innebär att paret inte har upplösts individuellt med ett teleskop, utan genom gravitationsstörningarna från en osynlig astrometrisk följeslagare, som kan observeras genom skiftningar i primärstjärnans spektrum orsakade av Dopplereffekt. Stjärnparet cirklar runt dess gemensamma masscentrum med en period på 675 dygn och en excentricitet av 0,57.